# ヒメウミスズメ

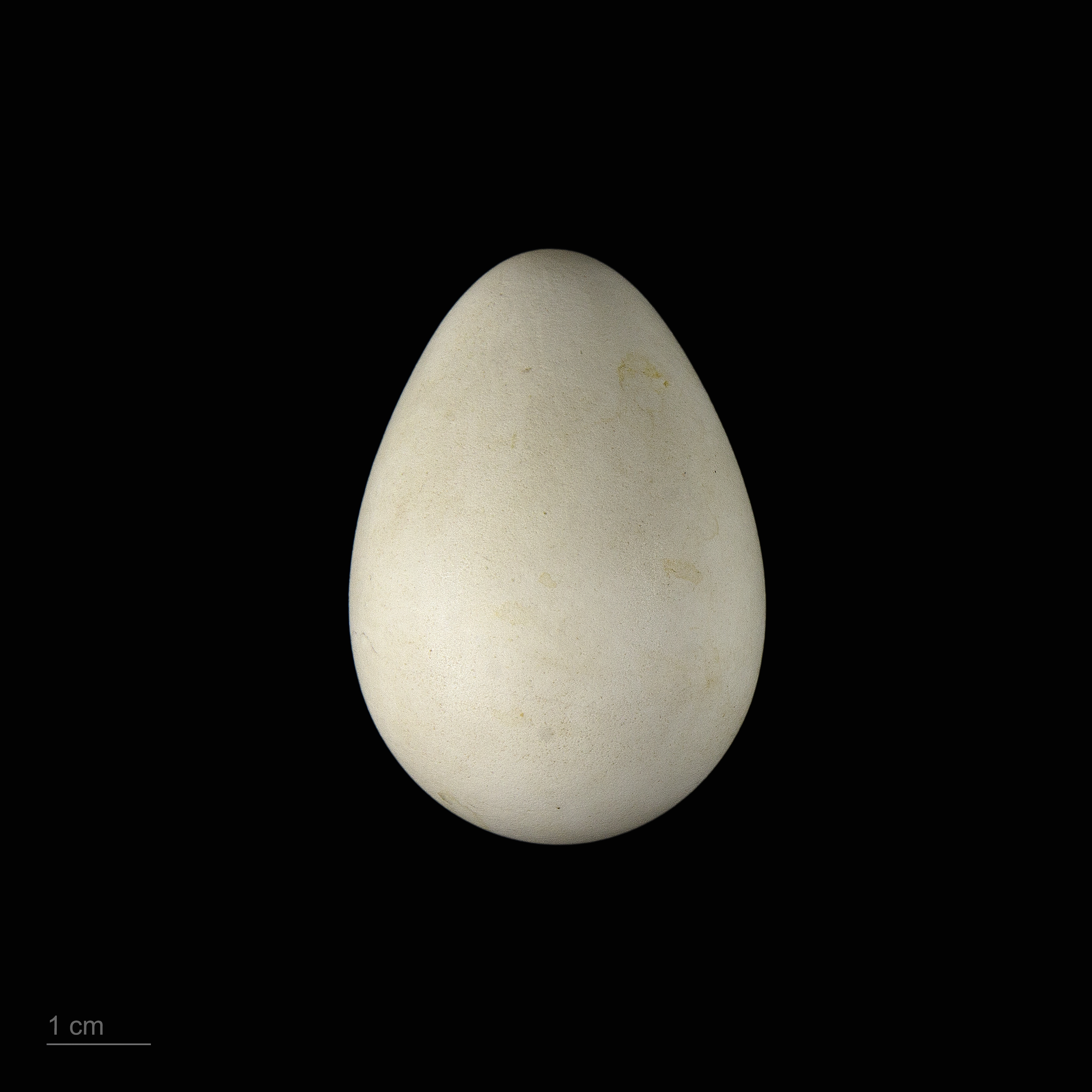
Alle alle

ヒメウミスズメ（姫海雀、学名: Alle alle) は、チドリ目ウミスズメ科に分類される鳥類の一種である。主に北大西洋に分布する小型のウミスズメである。分類上は1種だけでヒメウミスズメ属 Alle を構成する。

## 分布
北大西洋から北極海にかけての高緯度地方に分布し、各地の島嶼で繁殖する。非繁殖期は繁殖地周辺の外洋で生活するが、ヨーロッパ北部や北アメリカ北東部、ベーリング海北部まで南下するものもある。また、嵐などに運ばれて本来の分布域ではない北海や中緯度地方に現れることもある。
日本では迷鳥として、静岡県と沖縄県で記録がある。

## 形態
全長20cm、翼開張は40cmほど。くちばし、首、尾が太くて短く、丸っこい体型をしている。夏羽では腹側が白くて頭部と背中側が黒く、ウミガラスを小さくしたような配色である。冬羽では白い部分が喉まで増える。

## 亜種
2つの亜種に分かれていて、グリーンランド、アイスランド、ノヴァヤゼムリャ、スヴァールバル諸島で繁殖する亜種 A. a. alle と、ゼムリャフランツァヨシファで繁殖する亜種 A. a. polaris がいる。

## 生態
他のウミスズメ類と同様に潜水して餌を探し、オキアミ、ケンミジンコ類、小魚などのプランクトンを捕食する。飛ぶ時は短い翼をはためかせて海面近くを直線的に飛ぶ。
繁殖期には海岸に面した岩肌に大きなコロニー（集団繁殖地）を作る。海上生活をする際はほとんど鳴かないが、コロニー周辺ではよく鳴き声を挙げる。求愛行動・交尾の後にメスは岩の割れ目や隙間に1個だけ産卵し、両親が交代で抱卵する。ヒナが孵化した後も両親で餌を運ぶ。親鳥たちは巣から海へ出る時と、海から戻ってきて巣に入る直前に大きな群れを作る。親鳥は素嚢に餌を溜めこむので、たくさん餌を集めた親鳥は喉まで大きく膨らんだ状態で巣に戻ってくる。繁殖地でのおもな天敵はシロカモメとホッキョクギツネで、これらは卵やヒナは勿論のこと、親鳥も狙う。また、ホッキョクグマがヒメウミスズメの卵を食べていたという報告もある（Kjell Isaksen, Maria V. Gavrilo, 2000）。

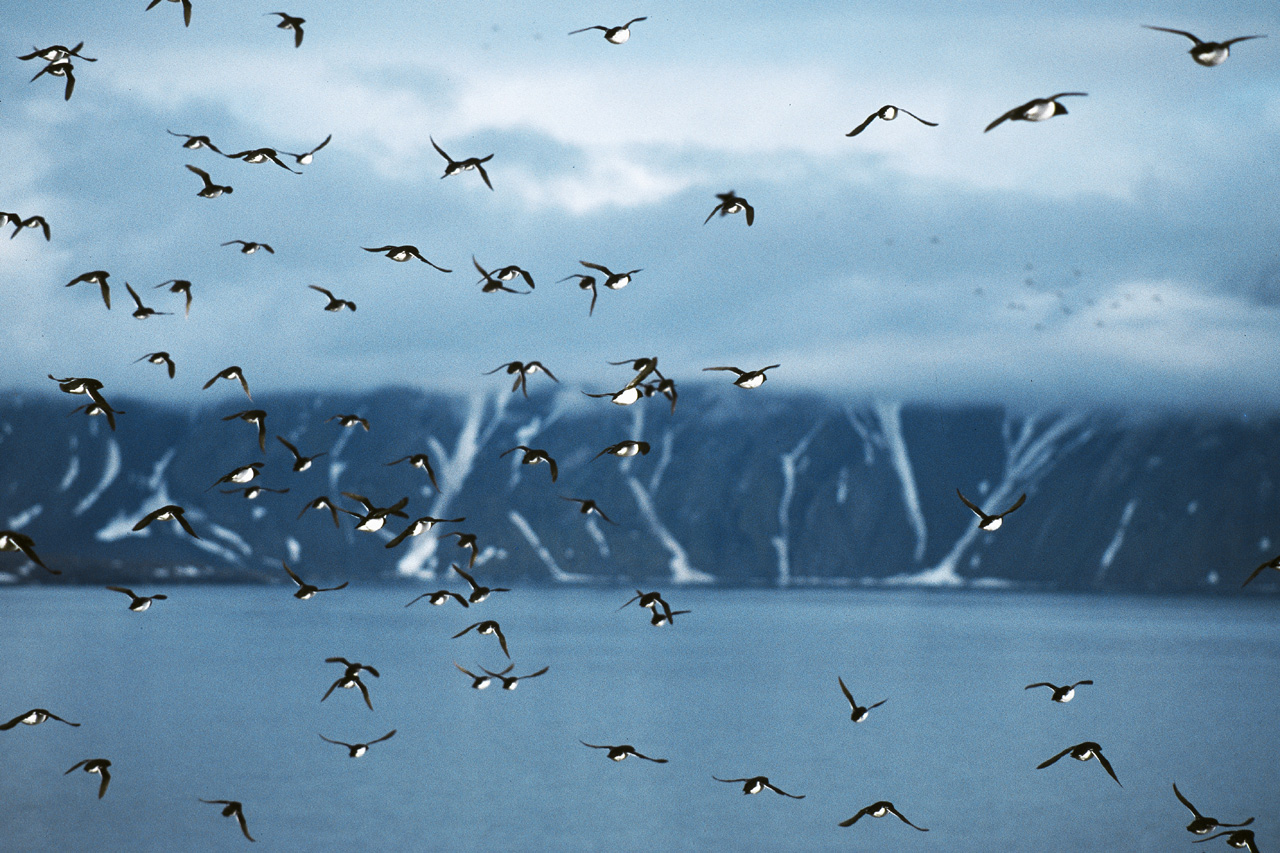
ヒメウミスズメの群れ。2002年、スヴァールバル諸島にて

## 保全状態評価
- LEAST CONCERN (IUCN Red List Ver. 3.1 (2001))

## 人との関わり
ヒメウミスズメはプランクトンを主な餌としているため、人類が魚を乱獲するのはヒメウミスズメの個体数にあまり影響を与えないとされている。しかし20世紀末頃からグリーンランド南部とアイスランドではヒメウミスズメの個体数が減少していて、これは温暖化が原因と考えられている。また、分布域内では重油の流出が過去数度起こっており、その度に多くのヒメウミスズメが死んでいる。
イヌイットは、ヒメウミスズメをキビヤックの原料として利用する。キビヤックはヒメウミスズメを内臓を抜いたアザラシの内部に詰め込み数年寝かせることによって作る醗酵食品である。